# Thomas Sniegoski
Thomas E. Sniegoski – amerykański pisarz i scenarzysta komiksowy, od lat pracujący dla takich wydawców jak: Dc Comics, Marvel czy Dark Horse. W jego imponującym dorobku znajdują się między innymi opowieści o Punisherze, Wolverinie, Batmanie, jest również współtwórcą jednego z tomów o  Hellboyu oraz serii komiksów o Buffy- postrachu wampirów. Na podstawie tetralogii "The Fallen"  powstał serial telewizyjny. Sniegoski, urodzony w Massachusetts, mieszka tam do dziś z żoną LeeAnne oraz ukochanym labradorem, Mulderem.

## Upadli (Fallen)
Seria o upadłych aniołach  stanowi największy sukces Sniegoskiego - magazyn New York Times uznał ją za bestseller. Oryginalny kwartet został wydany w latach 2003- 2004, został jednak przedrukowany i oprawiony w nowe okładki w 2010 roku. Kolejna część End of Days została opublikowana w 2011 roku wraz z Forsaken z 2012. Polskim tłumaczeniem zajął się Tomasz Illg.

### Fabuła serii
Główny bohater Aaron Corbet w swoje osiemnaste urodziny dowiaduje się, że jest Nefilimem, istotą zrodzoną ze śmiertelnej kobiety i upadłego anioła. Aaron musi zmierzyć się ze ścigającymi go potęgami, a zwłaszcza z ich dowódcą Werchielem, żądnym krwi, złym i mściwym aniołem, który zrobi wszystko, aby zgładzić chłopaka oraz jego bliskich.

## Pozostałe serie
Seria Angel jest jednym z najstarszych utworów w dorobku autora. W dwuczęściowej serii dla młodzieży The Sleeper Conspiracy Sniegoski używa wersji skróconej swojego imienia- Tom. Sniegoski jest również autorem cyklu dla młodzieży o nazwie Magic Zero. W oryginale ta seria została wydana w latach 2004- 2005 pod nazwą Outcast. Stworzył ją razem z Christopherem Goldenem, podobnie jak serię The Menagerie czy liczne komiksy.  Książkę dla dzieci Bone: Tall Tales stworzył we współpracy z Jeffem Smithem.

## Dorobek artystyczny

### seria The Menagerie
- The Nimble Man (2004)
- Tears of the Furies (2005)
- Stones Unturned (2006)
- Crashing Paradise (2007)

### Pozostałe
- A Kiss Before the Apocalypse (2008)
- Dancing on the Head of a Pin (2009)
- Where Angels Fear to Tread (2010)
- A Hundred Words for Hate (2011)
- In The House of the Wicked (2012)
- Walking in the Midst of Fire (2013)

### seria The Fallen (Upadli)
- The Fallen (2003)
- Leviathan (2003)
- Aerie (2003)
- Reckoning (2004)
- End of Days (2011)
- Forsaken (2012)
- Armageddon (2013)

### seria The Sleeper Conspiracy
- Sleeper Code (2006)
- Sleeper Agenda (2006)

### Pozostałe
- Legacy (2009)
- Storm Warning (2013)

### seria Magic Zero
- Magic Zero (2013)
- Dragon Secrets (2013)
- Ghostfire (2013)
- Battle for Arcanum (2013)

### seria Owlboy
- Billy Hooten, Owlboy (2007)
- Owlboy #2: The Girl with the Destructo Touch (2007)
- Owlboy #3: Tremble at the Terror of Zis-Boom-Bah (2008)
- Owlboy #4: The Flock of Fury (2008)

### seria The Brimstone Network
- The Brimstone Network (2008)
- The Shroud of A'ranka (2008)
- Specter Rising (2009)

### seria Bone
- Bone: Quest for the Spark, część 1. (2011)
- Bone: Quest for the Spark, część 2. (2012)
- Bone: Quest for the Spark, część 3. (2013)

### seria Angel
- Angel: Monster Island (2003)
- Angel: Soul Trade (2002)

## Pozostałe
- Bone: Tall Tales (2010)
- Hellboy: The God Machine (2006)
- The Monster Book (2000)
- Lobster Johnson: The Satan Factory (2009)

### Antologie
- 21st Century Dead (2012)
- An Apple for the Creature (2012)